# 2017-es konföderációs kupa (döntő)
A 2017-es konföderációs kupa döntőjét július 2-án helyi idő szerint 21 órától játszották Szentpétervárott. A két résztvevő Chile és Németország volt. 2003 óta először avattak új bajnokot, miután a címvédő Brazília nem kvalifikálta magát a tornára. A döntőt Németország válogatottja nyerte.

## Út a döntőig
Az eredmények az adott csapat szempontjából szerepelnek.
| Csapat      | M | Gy | D | V | G+ | G– | Gk | P |
| ----------- | - | -- | - | - | -- | -- | -- | - |
| Németország | 3 | 2  | 1 | 0 | 7  | 4  | +3 | 7 |
| Chile       | 3 | 1  | 2 | 0 | 4  | 2  | +2 | 5 |
| Ausztrália  | 3 | 0  | 2 | 1 | 4  | 5  | –1 | 2 |
| Kamerun     | 3 | 0  | 1 | 2 | 2  | 6  | –4 | 1 |

| Csapat      | M | Gy | D | V | G+ | G– | Gk | P |
| ----------- | - | -- | - | - | -- | -- | -- | - |
| Németország | 3 | 2  | 1 | 0 | 7  | 4  | +3 | 7 |
| Chile       | 3 | 1  | 2 | 0 | 4  | 2  | +2 | 5 |
| Ausztrália  | 3 | 0  | 2 | 1 | 4  | 5  | –1 | 2 |
| Kamerun     | 3 | 0  | 1 | 2 | 2  | 6  | –4 | 1 |

## A mérkőzés
| 2017. július 2. 21:00 (20:00) |

| Chile | 0–1               | Németország |
| ----- | ----------------- | ----------- |
|       | (0–1) Jegyzőkönyv | Stindl 20'  |

| Kresztovszkij Stadion, Szentpétervár Nézőszám: 57 268 Játékvezető: Milorad Mažić (szerb) |

| Chile | Germany |

| GK                   | 1  | Claudio Bravo (c) | 90' |     |
| RB                   | 4  | Mauricio Isla     |     |     |
| CB                   | 17 | Gary Medel        |     |     |
| CB                   | 18 | Gonzalo Jara      | 65' |     |
| LB                   | 15 | Jean Beausejour   |     |     |
| DM                   | 21 | Marcelo Díaz      |     | 53' |
| CM                   | 20 | Charles Aránguiz  |     | 81' |
| CM                   | 10 | Pablo Hernández   |     |     |
| AM                   | 8  | Arturo Vidal      | 59' |     |
| CF                   | 11 | Eduardo Vargas    | 75' | 81' |
| CF                   | 7  | Alexis Sánchez    |     |     |
| Cserék:              |    |                   |     |     |
| FW                   | 19 | Leonardo Valencia |     | 53' |
| FW                   | 9  | Ángelo Sagal      |     | 81' |
| FW                   | 22 | Edson Puch        |     | 81' |
| Szövetségi kapitány: |    |                   |     |     |
| Juan Antonio Pizzi   |    |                   |     |     |

| GK                   | 22 | Marc-André ter Stegen |       |       |
| CB                   | 4  | Matthias Ginter       |       |       |
| CB                   | 16 | Antonio Rüdiger       |       |       |
| CB                   | 2  | Shkodran Mustafi      |       |       |
| RM                   | 18 | Joshua Kimmich        | 59'   |       |
| CM                   | 8  | Leon Goretzka         |       | 90+2' |
| CM                   | 21 | Sebastian Rudy        | 90+2' |       |
| LM                   | 3  | Jonas Hector          |       |       |
| RW                   | 13 | Lars Stindl           |       |       |
| LW                   | 7  | Julian Draxler (c)    |       |       |
| CF                   | 11 | Timo Werner           |       | 79'   |
| Cserék:              |    |                       |       |       |
| MF                   | 14 | Emre Can              | 90'   | 79'   |
| DF                   | 17 | Niklas Süle           |       | 90+2' |
| Szövetségi kapitány: |    |                       |       |       |
| Joachim Löw          |    |                       |       |       |

| A mérkőzés legjobbja: Marc-André ter Stegen (Németország) A mérkőzés szabályai - 90 perces játékidő. - 30 perces hosszabbítás döntetlen esetén. - Tizenegyes-rúgások döntenek, ha ezt követően is döntetlen az állás. - Maximum három bevethető csere, hosszabbítás esetén egy plusz csere lehetőség. |

## Külső hivatkozások
- A torna hivatalos honlapja
- Információk a tornáról Archiválva 2017. július 4-i dátummal a Wayback Machine-ben